# Jules Chardigny
Jules Chardigny est un sculpteur et peintre français né vers 1840 à Londres et mort le 12 août 1892 à Paris (18e arrondissement).

## Biographie
Jules Chardigny naît à Londres vers 1840 / 1842. Il est le fils du sculpteur  Pierre Joseph Chardigny. Tout d'abord élève de son père, il devient celui de Thomas Couture. Il commence à exposer en 1864 et prend part pour la dernière fois au Salon en 1885, année où il envoie une peinture. Comme sculpteur, il exécute surtout des bustes et, comme peintre, des natures mortes et quelques portraits. 

## Œuvres
- Buste en bronze. Salon de 1864 (no 2545).
- Paul et Virginie. Groupe en plâtre. Salon de 1868 (no 3474).
- M. Alexis Bouvier. Buste en plâtre. Salon de 1872 (no 1599).
- Portrait de M... Buste en terre cuite. Salon de 1875 (no 2942).
- M. A. Jally, artiste des Bouffes-Parisiens. Buste en plâtre teinté. Salon de 1878 (no 4117).
- M. H. Noël. Buste en plâtre teinté. Salon de 1878 (no 4118).
- M. Crespin aîné. Buste en bronze. Salon de 1880 (no 6180).
- M. Vaillant. Buste en plâtre. Salon de 1881 (no 3718).